# Barbara Kendall
Pour les articles homonymes, voir Kendall.
Barbara Anne Kendall, née le 30 août 1967 à Papakura (Nouvelle-Zélande), est une véliplanchiste néo-zélandaise.

## Biographie
Barbara Kendall remporte la médaille d'or aux Jeux olympiques d'été de 1992 à Barcelone. En 1996, elle est le porte-drapeau olympique de la délégation néo-zélandaise à Atlanta, et y remporte une médaille d'argent. Elle termine troisième en 2000 à Sydney, cinquième en 2004 à Athènes et sixième en 2008 à Pékin.
Le 5 novembre 2007, elle entre au Hall of Fame de l'ISAF à Estoril avec Paul Elvström, Dame Ellen MacArthur, Sir Robin Knox-Johnston, Olin Stephens et Éric Tabarly.
En 2009, elle participe à l'émission de télévision Dancing with the Stars, version néo-zélandaise de Danse avec les stars. Elle termine à la 2e place. 
Elle est la sœur du véliplanchiste Bruce Kendall.